# ミズリーナ湖
ミズリーナ湖（イタリア語: Lago di Misurina）は、イタリア北東部ドロミーティの山岳地帯、カドーレ地方にある自然湖である。行政上はベッルーノ県アウロンツォ・ディ・カドーレに所在する。海抜は1754 m、周囲は2.6 km、深さは5 mである。
湖の近辺には約10軒のホテルがあり、約500床のベッドがある。
湖の周辺の空気は呼吸器疾患に苦しむ人たちに適している。事実、湖の近辺にはイタリアでただひとつの気管支喘息の子供のためのセンターがある。
この湖をテーマにしたクラウディオ・バリョーニ（it:Claudio Baglioni）の有名な歌がある。
また、ミズリーナ湖はロンガーネ・ディ・ロッツォ（it:Longane di Lozzo）の演劇のテーマにもなっている。
1956年コルチナ・ダンペッツオオリンピックでスピードスケートの会場となった。オリンピックのスピードスケートが自然の氷の上で行われたのは、この時が最後である。

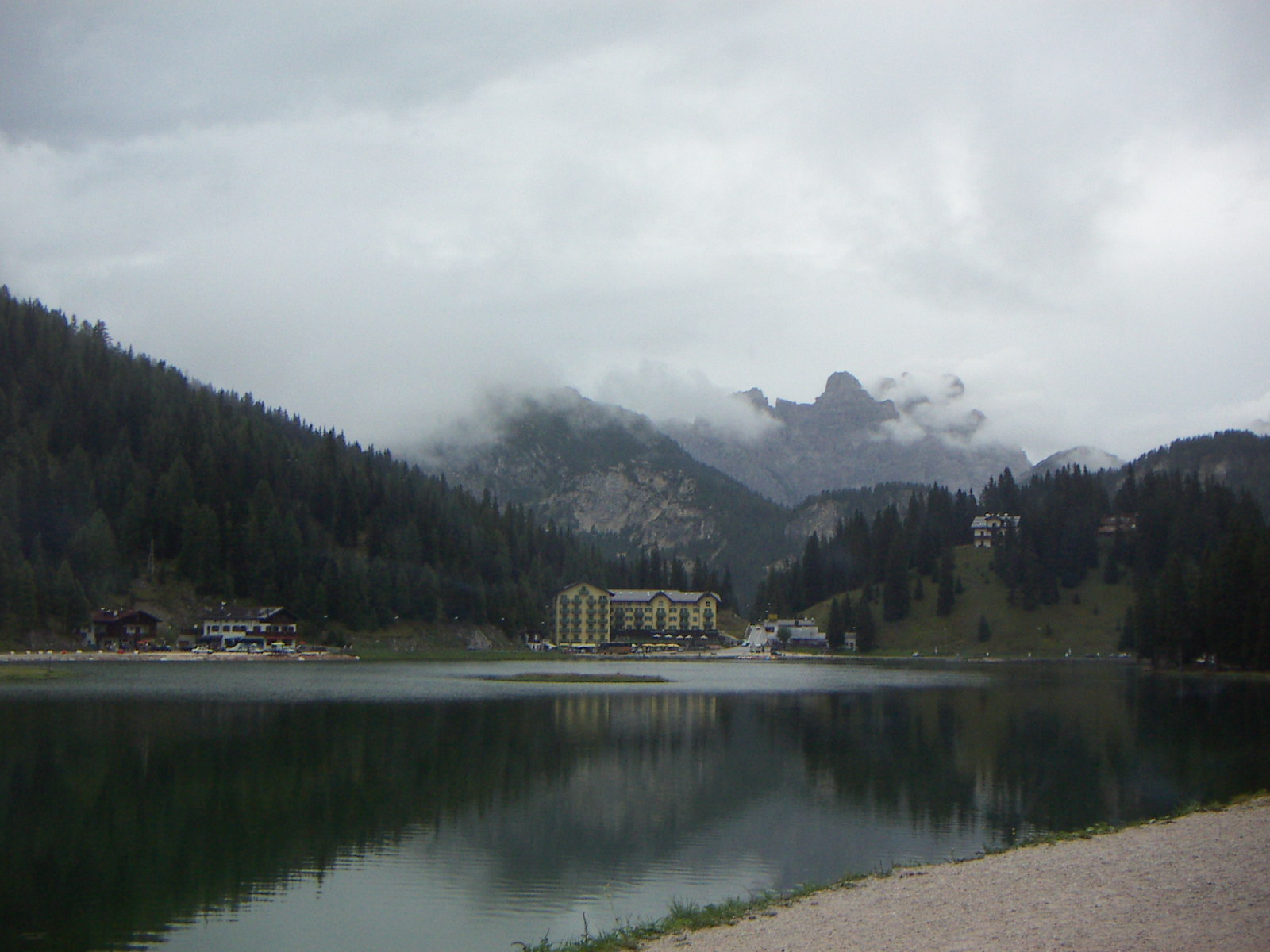
ミズリーナ湖